# آنتوانت پری
آنتوانت پری (انگلیسی: Antoinette Perry؛ ۲۷ ژوئن ۱۸۸۸ – ۲۸ ژوئن ۱۹۴۶) کارگردان نمایش، هنرپیشه اهل ایالات متحده آمریکا و از بنیان‌گذاران آمریکن تیاتر وینگ بود.